# Felőr község
Felőr község (románul: Comuna Uriu) község Beszterce-Naszód megyében, Romániában. Központja Felőr, beosztott falvai Alsóilosva, Csicsóhagymás, Csicsókeresztúr.

## Népessége
A 2011-es népszámlálás adatai alapján a község népessége 3208 fő volt.